# Francis Crozier
Francis Rawdon Moira Crozier (Banbridge, Comtat de Down, Irlanda, 16 d'agost de 1796 - prop de l'illa del Rei Guillem, vers 1848) va ser un oficial de la Royal Navy, recordat per haver participat en sis expedicions d'exploració a l'Àrtida i l'Antàrtida i haver desaparegut a l'àrtic canadenc en la dissortada expedició perduda de Franklin.

## Biografia

### Primers anys
Francis Crozier va néixer a Avonmore House, en una casa que el seu pare havia construït el 1792 a la Plaça de l'Església de Banbridge, al comtat de Down, Irlanda. Fou el cinquè fill del ric advocat George Crozier. Va ser batejat en record de Francis Rawdon-Hastings, segon comte de Moira, que era amic del seu pare.

### Servei naval
Als 13 anys es va allistar com a voluntari a la Royal Navy i es va unir al HMS Hamadryad el juny de 1810. El 1812 va servir al HMS Briton i el 1814 va visitar l'illa Pitcairn, on va conèixer als últims supervivents amotinats del Bounty.
En 1817 va rebre el certificat de pilot i el 1818 s'allistà a la balandra Dotterel durant un viatge al cap de Bona Esperança. El 1821 Crozier es va oferir voluntari per unir-se al capità William Edward Parry en la seva segona expedició a l'Àrtida, realitzada entre 1821 i 1823 a bord dels vaixells bessons HMS Fury i HMS Hecla per trobar el pas del Nord-oest. Va tornar de nou a l'Àrtida amb Parry el 1824, en una expedició en què es va perdre el HMS Fury en aigües pròximes a l'illa Somerset. Crozier va ser ascendit al grau de tinent el 1826 i el 1827 es va unir de nou a Parry en el seu intent fallit d'arribar al pol Nord. Durant els seus viatges Crozier es va fer amic íntim i confident de l'explorador James Clark Ross.
Va ser escollit membre de la Royal Astronomical Society el 1827, després de realitzar valuosos estudis astronòmics i magnètics en les seves tres expedicions amb Parry. El 1831 fou nomenat per la fragata HMS Stag i va servir a la costa de Portugal durant la seva guerra civil.
Crozier es va unir a James Clark Ross com a segon al comandament del Cove el 1835 per ajudar en la recerca de 12 vaixells baleners anglesos perduts a l'Àrtida. Crozier va ser nomenat comandant en 1837.

### Exploració antàrtica
El 1839 Crozier es va unir de nou a James Clark Ross, com a segon, al comandament d'un viatge de quatre anys per explorar el continent antàrtic a bord del HMS Erebus i el HMS Terror. Crozier comandava el HMS Terror, i el 1841 va ser promogut al rang de capità. El HMS Erebus i el HMS Terror van tornar el 1843, després d'haver fet la penetració més significativa a la plataforma de gel antàrtica i descobrir grans parts del continent, incloent-hi el mar de Ross i l'illa de Ross, el mont Erebus i la barrera de gel de Ross, en un viatge que es convertiria en el segle XX a pioner de l'edat heroica de l'exploració de l'Antàrtida que van protagonitzar Roald Amundsen, Robert Falcon Scott i Ernest Shackleton.
Crozier va ser escollit membre de la Royal Society el 1843 en reconeixement de la seva destacada tasca en l'estudi del magnetisme.

### Desaparició de l'expedició al Pas del Nord-oest
El 1845 es va unir a Sir John Franklin en una expedició de recerca del pas del Nord-oest com a capità del HMS Terror. Després de la mort de Franklin, el juny de 1847, Crozier va prendre el comandament de l'expedició, i el seu destí i el de tots els membres d'aquesta expedició va ser un misteri fins que el 1859, en una expedició dirigida pel capità Francis Leopold McClintock, es va trobar a l'illa del Rei Guillem una nota seva i de James Fitzjames, capità del HMS Erebus, l'altre vaixell de l'expedició, datada el 25 d'abril de 1848, en què es deia que els vaixells, encallats al gel, havien estat abandonats. Nou oficials, incloent-hi John Franklin i 15 membres de la tripulació havien mort, i els supervivents van partir el 26 d'abril cap al riu Back, a la part continental del Canadà. Més tard van arribar informes no verificats d'inuits que deien haver vist, entre 1852 i 1858, a Crozier i un altre membre de l'expedició pels voltants de Baker Lake, a uns 400 quilòmetres al sud, i on el 1948 Farley Mowat va trobar un cairn [munt de pedres] molt antic, una construcció no habitual dels esquimals, dins del qual hi havia bocins d'una caixa de fusta amb juntes de cua de milà. McClintock i altres exploradors posteriors van trobar relíquies, sepultures i restes humanes de la tripulació de Franklin a l'illa de Beechey, l'illa del Rei Guillem i a la costa nord de la part continental canadenca, però no va trobar cap dels homes vius.